# Cornelis Rugier Willem Karel van Alderwerelt van Rosenburgh
Cornelis Rugier Willem Karel van Alderwerelt van Rosenburgh est un botaniste néerlandais, spécialiste des fougères, né le 23 décembre 1863 à Kedong Kebo (île de Java) et mort le 1er mars 1936 à La Haye.

## Publications
- Malayan fern allies. Handbook to the determination of the fern allies of the Malayan islands (incl. those of the Malay peninsula, the Philippines and New Guinea). - Batavia[1] : Department of Agriculture, Industry and Commerce Netherlands India, 1915. Disponible en téléchargement (Première édition : 1908), Supplément en 1917)